# Wiersz wolny
Wiersz wolny – typ wiersza, który należy do systemu nienumerycznego, gdyż jego budowa nie opiera się na zgodności liczby sylab, stóp, zestrojów akcentowych w wersie. Długość wersów w wierszu wolnym nie musi być analogiczna i nie jest określona żadnymi regułami. W wierszu wolnym mogą występować rymy. Do polskiej poezji tę technikę jako pierwszy wprowadził Krzysztof Niemirycz.
Popularny w dwudziestoleciu międzywojennym i polskiej poezji XX wieku. Mistrzami wiersza wolnego byli Julian Przyboś, Józef Czechowicz, Miron Białoszewski, Tadeusz Różewicz i Zbigniew Herbert. Monografię wiersza wolnego napisała Dorota Urbańska, Wiersz wolny. Próba charakterystyki systemowej, Warszawa 1999.
Jednym z pionierów wiersza wolnego był Jan Kasprowicz. Użył go w Hymnach.

Zrzuć z Siebie, Ojcze, nietykalne blaski!
Zgarnij ze Siebie tę bożą,
tę władającą moc, co nad wiekami
nieugaszoną płomienieje zorzą
i światłość daje światom
i światy w swoim ogniu na popioły trawi!
Stań się tak lichy, jak ja, i skulony
i, doczesności okryty łachmanem,
wlecz się nieszczęsnym łanem
za kluczem w dal przymgloną ciągnących żurawi,
ku cichej, na rozstajach kopanej mogile
zapomnianego człowieka!

W Czechach prekursorem wiersza wolnego był Otokar Březina:

O samotách uprostřed magických lesů, nad nimiž slunce
podobno ptáku zlatými křídly nekonečnými brázdilo ether;
celým vesmírem letěla jeho píseň o slávě života harmonického,
o zázracích tvůrčího jitra v zahradách země a podmořských nížin,
v modrých preriích vzduchu a vody:

Na Zachodzie wierszem wolnym posługiwali się na przykład Walt Whitman, Guillaume Apollinaire, Blaise Cendrars, Fernando Pessoa i T.S. Eliot. D.H. Lawrence napisał wierszem wolnym krótki wiersz o jaszczurce:

A lizard ran out on a rock and looked up, listening
no doubt to the sound of the spheres.
And what a dandy fellow! the right toss of a chin for you
and swirl of a tail!
If men were as much men as lizards are lizards
they'd be worth looking at.